# Krónika – A 2. magyar hadsereg a Donnál
A Krónika – A 2. magyar hadsereg a Donnál Sára Sándor huszonöt részes, fekete-fehér dokumentumfilm-sorozata a Magyar 2. hadsereg 1943. januári pusztulásáról a Don-kanyarban, a kiérkezésük közvetlen előzményeivel egészen 1942 januárjától és a katasztrófa utóhatásaival 1943 májusáig.
Az 1983-ban elkészült ötrészes, filmszínházi vetítésre szánt változat címe: Pergőtűz.

## Előzmény
A filmsorozat megszületésének közvetlen előzménye Nemeskürty István e tárgyban 1972-ben megjelent Requiem egy hadseregért című kötete, amelyet a maga korában hatalmas érdeklődéssel fogadtak (három egymást követő évben, 1972-ben, 73-ban és 74-ben is kiadták, majd a filmsorozat évében újra), s amely nagy és elhúzódó vitákat kavart. Felkeltette az érdeklődést a további visszaemlékezések iránt. A sorozatban gyakran megszólaló Kádár Gyula egykori vezérkari ezredesnek ekkor már megjelent visszaemlékezése A Ludovikától Sopronkőhidáig címmel (Budapest, 1978).
Ezekre alapozva Sára Sándor 1979-től kezdve három éven át összesen több mint százórás anyagot vett fel 80-100 egykori katonával, hivatásos tiszttel, munkaszolgálatossal. A felvételek hatoda, nyolcada került be a filmsorozatba.
Az események hiteles bemutatását nehezítette, hogy csaknem negyven évvel azok után még megszólaltatható egykori katonák és tisztek elsősorban a kisebb veszteségeket elszenvedett alakulatok állományából kerültek ki, és így azok történetére került nagyobb hangsúly. Az első elsöprő erejű támadás a IV. hadtestet érte, a VII. hadtest pedig bár utolsóként, viszonylag sértetlenül, parancsra vonult vissza a Dontól, de ezt követően súlyos harcokba keveredett. Az alkotók ezt az eltolódást a magasabb parancsnokok és a nagyobb veszteségeket szenvedett egységek legénységének az elbeszélésével igyekeztek kiegyensúlyozni, de természetszerűleg nem teljes sikerrel.
A filmsorozatban olyan híres személyiségek is megszólaltak, mint Zelk Zoltán költő, egykori munkaszolgálatos, Kollár Béla színész, Boldizsár Iván és Fazekas György író, újságíró, akikről a korabeli néző nem is tudta, hogy a Don-kanyarnál szolgáltak a 2. magyar hadseregben.
Néhány olyan, a háború után jelentős közéleti személyiség is megszólalt, mint Vas Zoltán és dr. Major Ákos. Vagy aki a rendszerváltás után folytathatta csak kettétört közéleti szereplését, mint Kéri Kálmán.
A sorozat az utólag, tíz évvel a bemutató után forgatott bevezető rész nélkül huszonöt epizódból áll.
Eredetileg kétrészesre tervezték, de a bőségesnek mutatkozó filmanyag halmozódása láttán többszöri módosítás után végül huszonöt részes lett.
Köztes öt részben egy-egy személy az epizód teljes terjedelmében saját történetét meséli el. Fazekas György és Boldizsár Iván író, újságíró, Sigmond Olivér szobrászművész, akkoriban hivatásos katonatiszt, Gallyas Ferenc tartalékos tiszt, haditudósító és Zelk Zoltán költő.
A többi húsz részben megszólalnak az egykori tisztek, köztük magas rangú vezérkari tisztek a legfelsőbb hadvezetésből, minisztériumból és a frontról is, valamint közkatonák és munkaszolgálatosok is. Ezek az epizódok a korabeli filmhíradókból vett válogatással kezdődnek.
A film zenéje a Marlene Dietrichnek köszönhetően már világsikerre szert tett Pete Seeger-dal, a Hova tűnt a sok virág? egyik magyar változata Jobba Gabi előadásában.
A filmsorozat első 17 részét a Magyar Televízióban 1982-ben mutatták be.

## Bevezetés
A Bevezetés a 2. magyar hadsereg a Donnál c. film krónikájához a filmsorozat elkészülte után tíz évvel, 1992-ben készült. Összeállította: a dokumentumfilm-sorozat egykori dramaturgja, Hanák Gábor. Megszólalók: Sára Sándor, a dokumentumfilm-sorozat rendezője; Pálfy G. István és Juhász Gyula történész, a filmsorozattal kapcsolatos egykori tévévita szereplői; Csoóri Sándor, szintén a sorozat dramaturgja; négy, a Don-kanyarban eltűnt katona – Csobánci Jenő, Kardos Imre, Dányi József, Pásztor Mihály – özvegye és Kosztka Vilmos százados, egykori zászlóaljparancsnok.

## Epizódok
| 1. Előzmények – 1942. január 2. Indulás – 1942. január–június 3. Felvonulás – 1942. május–július 4. Munkaszolgálat – Fazekas György 5. Megérkezés – 1942. július–augusztus 6. Hídfőcsaták – 1942. augusztus–szeptember 7. Tűzkeresztség – Boldizsár Iván 8. Helyzetjelentés – 1942. szeptember–október 9. Frontszemle – 1942. október–november 10. Felváltás – 1942. november–december 11. Állóharc – 1942. december 12. Harcelőőrs – Sigmond Olivér 13. Téli front – 1942. november–december | 1. Támadás előtt – 1943. január 1–12. 2. Haditudósítás – Gallyas Ferenc 3. Támadás – 1943. január 4. Áttörés – 1943. január 5. Visszavonulás – 1943. január 6. Kitörés – 1943. január 7. Menekülés – 1943. január 8. Hadparancs – 1943. január 9. Utóvédharc – 1943. február 10. Gyülekezés – 1943. február 11. Hazatérés – 1943. március–május 12. Zelk Zoltán – „…elátkozva a hatodik napot…” |

## A 2. magyar hadsereg főbb alakulatai[9]
(Az áttöréskori elhelyezkedésük északról délre a Don mentén könnyűhadosztályonként körülbelül 23 kilométeres szakaszokon.)
- III. szombathelyi hadtest (Stomm Marcel vezérőrnagy)[10] könnyűhadosztályai:
9. (nagykanizsai)[11] és a
6. (komáromi)[12] könnyűhadosztály
- IV. pécsi hadtest (Csatay Lajos majd Heszlényi József[13] altábornagy) könnyűhadosztályai:
20. (egri) (1942 augusztusáig a III. hadtest kötelékében)[14]
7. (soproni) (1942 augusztusáig a III. hadtest kötelékében) (itt zászlóaljparancsnok Kosztka Vilmos)[15]
13. (kecskeméti) (Grassy József, majd Hollósy-Kuthy László, és itt ezredparancsnok Rumy Lajos)[16][* 3]
10. (kaposvári) könnyűhadosztály
- VII. miskolci hadtest (Gyimessy Ernő altábornagy, helyettese Legeza János vezérőrnagy)[17] könnyűhadosztályai:
12. (szekszárdi) (1942 szeptemberéig a IV. hadtest kötelékében),[18]
19. (miskolci)[19] és a
23. (kassai) könnyűhadosztály[20]

Az egységeket más területekről származó kisebb alakulatokkal is kiegészítették, például balassagyarmati, csáktornyai, komáromi, losonci, nagyatádi, salgótarjáni, zalaegerszegi, veszprémi és egyéb alakulatokkal.
A 2. magyar hadsereg kötelékébe tartozott még az 1. magyar páncéloshadosztály (Dálnoki Veress Lajos altábornagy) és az 1. repülőcsoport, amelynek parancsnoka 1942. október 18-ig András Sándor vezérkari alezredes volt, majd ezt követően Fráter Tibor ezredes.

## A dokumentumfilm-sorozatban megszólaltatott egykori katonák
- Balogh Gyula honvéd[21]
- Bertalan Sándor tartalékos zászlós[22]
- Bíró József tartalékos zászlós[23]
- Boldizsár Iván tizedes[24]
- Dr. Berky Lajos orvos, tartalékos főhadnagy[25]
- Brunner László alezredes, zászlóaljparancsnok (13. hadosztály)[26]
- Czár István főhadnagy[27]
- Dr. Cselényi József tartalékos zászlós[28]
- Deáky István szakaszvezető[29]
- Endrey Rezső tartalékos főhadnagy[30]
- Erdélyi Béla főhadnagy[31]
- Dr. Érchegyi József tartalékos hadnagy[32]
- Fazekas György munkaszolgálatos[33]
- Fenyvesi Imre törzsőrmester[34]
- Fodor Gyula szakaszvezető[35]
- Dr. Futaki Gergely főhadnagy[36]
- Gallyas Ferenc tartalékos főhadnagy, haditudósító[37]
- Gellért Sándor tizedes[38]
- Haraszti György szakaszvezető[39]
- Herencsár Lajos honvéd[40]
- Jászgulyás Gábor őrvezető[41]
- Dr. Kádas Zoltán tartalékos hadnagy[42]
- Kádár Gyula vezérkari ezredes, HM Vezérkari Főnökség[43]
- Kállay Ferenc főhadnagy[44]
- Károly János honvéd[45]
- Kárpáthy Tibor őrnagy[46]
- Kelemen Lajos tizedes[47]
- Kéri Kálmán vezérkari ezredes, Honvédelmi Minisztérium[48]
- Kiss László hadnagy[49]
- Kollár Béla szakaszvezető[50]
- Kornis Pál munkaszolgálatos[51]
- Kosztka Vilmos százados, zászlóaljparancsnok (7. hadosztály 4/I. zászlóalj)[52]
- Kovács Lajos szakaszvezető[53]
- Dr. Kovács Zoltán őrmester[54]
- Kozma Szilveszter tüzér[55]
- Lajtos Árpád vezérkari százados, hadsereg törzs[56]
- Lengyeltóti János tartalékos zászlós[57][58]
- Dr. Magass Miklós tartalékos főhadnagy, tábori lelkész[59]
- Dr. Major Ákos hadbíró százados[60]
- Nemes Tibor munkaszolgálatos[61]
- Nemeslaki Zoltán őrmester[62]
- Neuhauser János szakaszvezető[63]
- Péteri Ferenc főhadnagy[64]
- Reiner József honvéd[65]
- Rumy Lajos ezredes, ezredparancsnok (13. hadosztály 31. ezred)[66]
- Sallai Elemér munkaszolgálatos[67]
- Dr. Sándor János tartalékos zászlós[68]
- Sára József honvéd[69]
- Schvoy Ferenc tartalékos főhadnagy[70]
- Sigmond Olivér hadnagy[71]
- Somogyi Géza honvéd[72]
- Stráhl Sándor munkaszolgálatos[73]
- Szakács József szakaszvezető[74]
- Szilágyi János honvéd[75]
- Turcsányi Tibor tizedes[76]
- Vajda Alajos őrnagy, 1. páncéloshadosztály[77]
- Varga István szakaszvezető[78]
- Varga József szakaszvezető[79]
- Vas Zoltán szovjet politikai tiszt[80]
- Dr. Vámossy József orvos, tartalékos zászlós[81]
- Viluth Antal honvéd[82]
- Veszelovics Károly honvéd[83]
- Zelk Zoltán munkaszolgálatos[84]
- Zetelaky Tibor vezérkari százados (7. hadosztály törzs)[85]

## A megszólalók által gyakrabban említett magasabb rangú parancsnokok
A 2. magyar hadsereg állományából:
- Jány Gusztáv vezérezredes, a 2. magyar hadsereg parancsnoka.[86]
- Kovács Gyula vezérőrnagy, a 2. magyar hadsereg vezérkari főnöke.[87]
- Stomm Marcel vezérőrnagy, a III. hadtest parancsnoka.
- Deseő László vezérőrnagy[88], a III. hadtest tüzérségének parancsnoka.
- Csatay Lajos altábornagy a IV. hadtest parancsnoka 1942. november 15-ig. Utóda Heszlényi József altábornagy.[89]
- Grassy József vezérőrnagy, a IV. hadtest 13. hadosztály parancsnoka, Rumy Lajos közvetlen felettese 1942. augusztus 24-ig.
- Hollósy-Kuthy László vezérőrnagy, a 13. hadosztály parancsnoka, Rumy Lajos közvetlen felettese 1942. augusztus 24-től.
- Legeza János vezérőrnagy[90], az áttöréskor a VII. hadtest parancsnoka Gyimessy Ernő altábornagy távollétében.[91]

Magasabb parancsnokság:
- Nagy Vilmos vezérezredes, honvédelmi miniszter
- Szombathelyi Ferenc vezérezredes, a Honvéd Vezérkar főnöke,[92][93] e poszton Werth Henrik utóda.[94]

A német hadseregből:
- Maximilian von Weichs vezérezredes, a német B Hadseregcsoport parancsnoka[95], Jány közvetlen katonai felettese
- Georg von Sodenstern altábornagy, a német B hadseregcsoport vezérkari főnöke[96]

(a sorozatban néha Sondersternnek, illetve Sondersteinnek mondják)
- Hermann von Witzleben vezérőrnagy, a 2. magyar hadsereghez vezényelt összekötő törzs vezetője[97]
- Hans Cramer vezérőrnagy, a névleg a 2. magyar hadsereg tartalékának rendelt ún. Cramer-hadtest parancsnoka. Ennek alárendeltségébe került az 1. magyar páncéloshadosztály.[98]
- Friedrich Siebert altábornagy, annak a német hadtestcsoportnak a parancsnoka, amelynek alárendeltségébe került a III. hadtest a visszavonulás során.[99]

## A sorozat körül kialakult viták
Már a vetítés kezdetén megjelentek olyan vádak, hogy bujtatva teret engedtek irredenta, revansista szóhasználatoknak; a filmben olyan internáltak (Kéri) és háborús bűnökért (a rehabilitált Kádár Gyula), valamint 56-os cselekményekért elítéltek kaphattak szót, mint Zelk Zoltán, Fazekas György; illetve hogy Vas Zoltán és például Major Ákos szerepeltetése csupán szépségflastrom ezeken.
Azonban ezeket a kifejezéseket a volt hivatásos katonatisztek egy része is csak a korabeli szóhasználatot illusztrálva emlegették, a többségük meg még ezt sem. Továbbá a megelőző műsorokban (pl. a Századunkban) már nyilatkoztak még akkoriban is körözött nyilas háborús bűnösök is (például egykori nyilas lapok főszerkesztője).
Mások kifogásolták a Magyar Honvédség szerepének szépítgetését (Grassy), tevékenységének szelektív bemutatását, illetve hogy Jányt csak mint a hírhedtté vált hadparancs kiadóját mutatták be, de ettől a botlásától eltekintve dicsőítették bátorságát.
A kiszélesedő vita miatt a műsort előbb áttették a 2-es csatornára, majd a vetítését a 17. rész után abbahagyták. Így a Jány-féle elhíresült hadparancs részletes és rendkívül kritikus hangú ismertetését a nézők ekkor nem is láthatták. Egyes források a sorozat bemutatásához kötik Nagy Richárd MTV-elnök leváltásának fő okát.
Egyes események tárgyalását az is akadályozta, hogy ezek egy része – például a Felvonulás című részben emlegetett túszejtések – még a film bemutatásának idején sem évült el.
Azokkal a mondvacsináltnak tűnő kifogásokkal, mint például hogy a szovjet lakosság barátkozása a katonákkal nem hiteles, feltehetően csak a kényesebb kérdéseket fedték el.

## A dokumentumfilm-sorozat anyaga könyv alakban
A sorozat anyagát két ízben is kiadták könyv formájában:
- Pergőtűz – Krónika a 2. magyar hadsereg pusztulásáról, RTV-Minerva kiadás, Budapest, 1983, ISBN 963-223-275-5, szerkesztette: dr. Major Klára[103]

- Sára Sándor: Pergőtűz – A 2. magyar hadsereg pusztulása a Donnál, Tinódi Könyvkiadó, Budapest, 1988, ISBN 963-026-009-3, szerkesztette: Szakály Ferenc

## Emlékiratok
A megszólaltatott egykori katonák közül többen – részben még a sorozat elkészítése előtt – közzétették részletes önéletírásaikat is.
- Boldizsár Iván: Don–Buda–Párizs, Magvető Könyvkiadó, Budapest, Tények és tanúk sorozat, 1982, 1983, ISBN 963-271-895-X, ISBN 963-14-0058-1
- Fazekas György: Miskolc–Nyizsnyij–Tagil–Miskolc (II. vh. munkaszolgálatos önéletrajz), Magvető Könyvkiadó, Budapest, Tények és tanúk sorozat, 1979, ISBN 963-270-907-1
- Gallyas Ferenc: Hősi halálom után, Magvető Könyvkiadó, Budapest, Tények és tanúk sorozat, 1987, ISBN 963-14-1075-7
- Kádár Gyula: A Ludovikától Sopronkőhidáig, Magvető Könyvkiadó, Budapest, Tények és tanúk sorozat, 1978, 1984, ISBN 963-270-694-3, ISBN 963-140-209-6
- Kornis Pál: Tanúként jelentkezem, Zrínyi Kiadó, 1988, ISBN 9633269024
- Lajtos Árpád: Emlékezés a 2. magyar hadseregre, 1942–1943, Zrínyi Kiadó, Budapest, 1989, ISBN 963-326-928-8
- Major Ákos: Népbíráskodás – forradalmi törvényesség. Egy népbíró visszaemlékezései, Minerva kiadó, Budapest, 1988, ISBN 963-223-431-6
- Sallai Elemér: A szovjet hadsereg a Horthy-vezérkar titkos jelentéseiben 1941-1943, Szikra Kiadó, Budapest, 1955
- Sallai Elemér: Utolsó napok, Zrínyi Kiadó, Budapest, 1958
- Sallai Elemér: Csürhe, Magvető, Budapest, 1963
- Sallai Elemér: -42° (Csürhe 2.), Magvető, Budapest, 1965
- Sallai Elemér: Mozgó vesztőhely, Magvető, Budapest, 1979, ISBN 963-270-898-9

A sorozat témájával összefüggő, de abban meg nem szólaló katonák által írt emlékiratok:
- Gróf Stomm Marcel: Emlékiratok (Szerkesztő: Bokor Pál és Gallyas Ferenc) Pallas Lap- és Könyvkiadó, Magyar Hírlap Könyvek, 1990, ISBN 963-272-333-3
- Garda József: Kint voltam a Donnál – Egy tüzérszakaszvezető emlékirata, Püski Kiadó, 1999
- Dr. Viczián Antal: Meghaltak a Donnál – Sebészként a háborúban, Szerzői Kiadás, 1989
- Kemendy Géza: Harctéri emlékeim, 1942–1943 – A magyar királyi 17. honvéd gyalogezred II. zászlóalja a Donnál, Zala Megyei Levéltár, Zalaegerszeg, 2012 ISBN 978-963-7226-71-7

## Szakirodalom
- Csoóri Sándor: A magyar apokalipszis – Töprengések a második magyar hadsereg doni összeomlásáról készülő dokumentumfilm anyag gyűjtése közben, Tiszatáj 1980. októberi szám, különnyomat: New York, 1980
- Dr. Horváth Miklós: A 2. magyar hadsereg megsemmisülése a Donnál, Zrínyi Kiadó, Budapest, 1958, 1959, Lektor: Kornis Pál
- Nemeskürty István: Requiem egy hadseregért, Magvető Könyvkiadó, Budapest, 1972, 1973, 1974, 1982 ISBN 963-271-604-3
- Várkonyi Vilmos: Don-kanyar – A 2. magyar hadsereg tragédiája, Lupuj-Book Kft., ISBN 978-963-8855-79-4
- Markó György (szerk.): Háború, hadsereg, összeomlás – Magyar politika, katonapolitika a második világháborúban, Zrínyi Kiadó, Budapest, 2005, ISBN 963-327-401-X
- Fóris Elemér–Dr. Drabon József–Fazakas Sándor–...: A Don partjáig és vissza – Emlékek és fényképek a magyar királyi 2. hadsereg 1942–1943. évi hadműveleteiről, HM Hadtörténeti Intézet és Múzeum, Budapest, 2008, ISBN 978-963-249-038-0
- Szabó Péter: Don-kanyar – A magyar királyi 2. honvéd hadsereg története (1942–1943), Zrínyi Kiadó, Budapest, 1994, ISBN 963-327-234-3
- Dunavölgyi Péter: A magyar televíziózás története az 1980-as években – 1983. I. félév Archiválva 2019. augusztus 20-i dátummal a Wayback Machine-ben (1983) Január 5.-től (A sorozat fogadtatása dokumentumokkal és forrásokkal.)